# 龟峰风景名胜区
28°19′00″N 117°24′00″E / 28.31667°N 117.40000°E
龜峰又名圭峰，位於江西省上饒市弋阳縣圭峰鎮。因山石相疊如龜，故名。共有36峰，八大景觀。明代徐霞客讚為“江上龜峰天下稀”。
龜峰位於信江盆地南緣，地處揚子板塊與華夏板塊的結合帶。景區內丹霞地貌景觀類型齊全，成景層位為上白堊統龜峰群的河口組和塘邊組，以发育峰林、峰丛、石柱、孤峰、残石、残丘，石梁、石墙、穿洞、天生桥、岩洞等老年早期的丹霞地貌景观为特色。
龟峰摩崖石刻已被列为江西省文物保护单位。
2004年2月，龟峰风景名胜区经国务院批准列入第五批国家级风景名胜区名单。2010年作为“中国丹霞”之一被列为世界自然遗产。2017年，龟峰景区被评为国家5A级旅游景区。

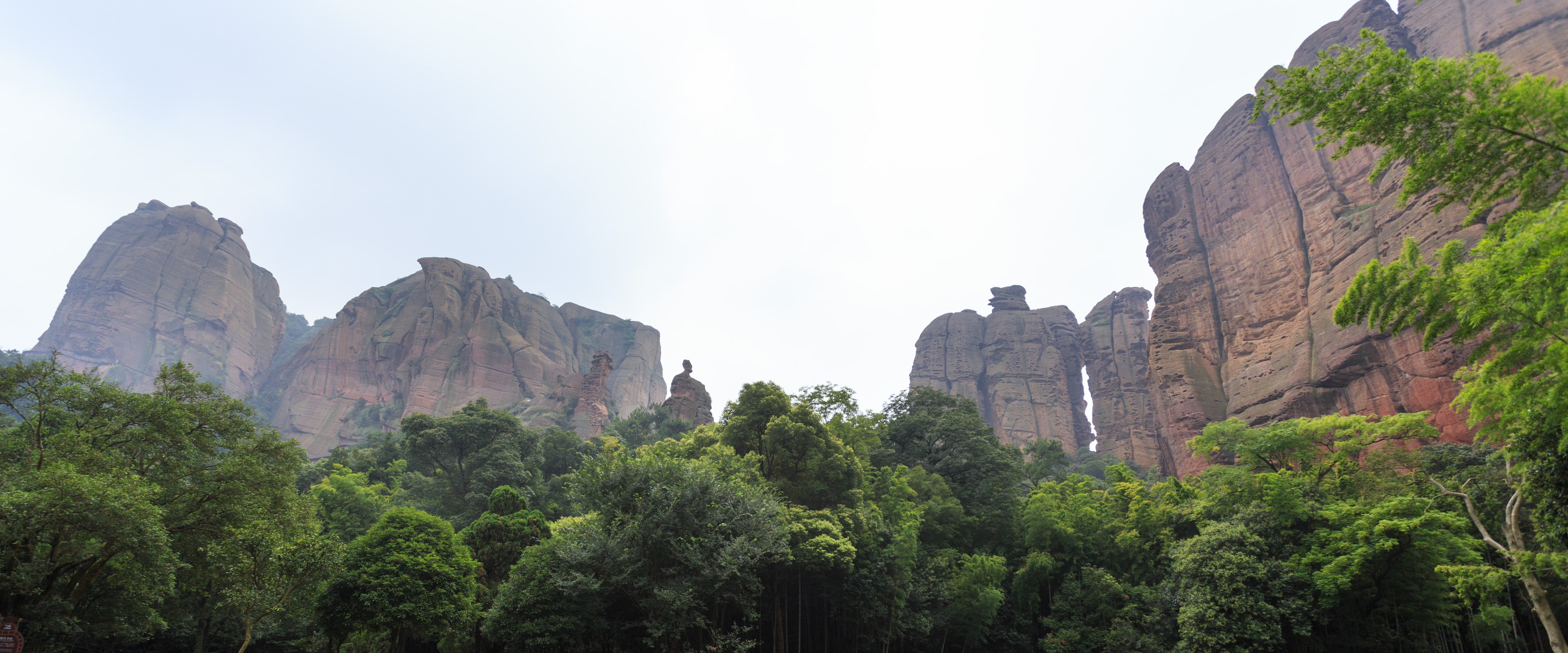